# Limenandra
Limenandra is een geslacht van weekdieren uit de klasse van de Gastropoda (slakken).

## Soorten
- Limenandra barnosii Carmona, Pola, Gosliner & Cervera, 2014
- Limenandra confusa Carmona, Pola, Gosliner & Cervera, 2014
- Limenandra fusiformis (Baba, 1949)
- Limenandra nodosa Haefelfinger & Stamm, 1958
- Limenandra rosanae Carmona, Pola, Gosliner & Cervera, 2014